# Bénette (outil)

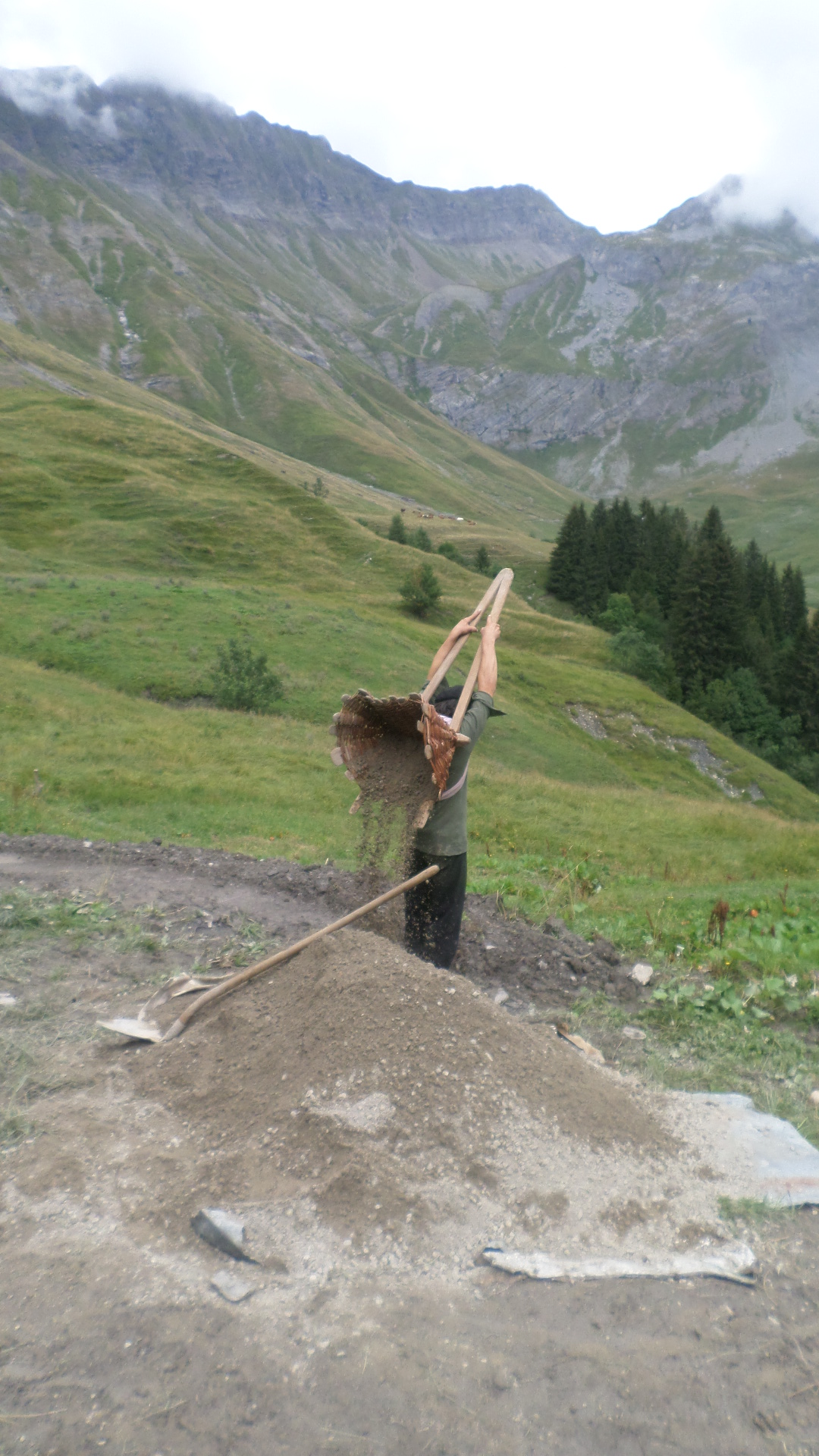
Utilisation de la bénette en Savoie.

La bénette, (bénéton, cassa-cou... en arpitan savoyard) est un outil traditionnel savoyard, utilisé pour transporter du fumier, remonter la terre de champs en pente, etc. Le bénéton est constitué d'un réceptacle d'osier évasé, porté sur les épaules, et fixé à deux montants en bois.

## Vocabulaire
Le mot bénette vient du latin benna (chariot en osier). Cependant, le mot « bénette » est le terme francisé de mots savoyards. Selon le  Dictionnaire français - savoyard de Viret, les mots désignant cet outil varient d'une vallée de Savoie à une autre. Ainsi, la hotte se traduit par trois mots distincts « hotte - benne - oiseau ». En Savoie Propre, on trouve la forme casse-cou, ou encore casse-coup, casse-cou, cassa-cou,. On trouve la forme (la plus courante) Bénéton en Pays du Mont-Blanc-Val d'Arly, Beaufortain, et des dérivés, bènéta dans le Genevois.

## Description
La bénette est un type de hotte, de « sorte de hotte casse-cou », « constituée de deux perches de bois accouplées en triangle ». Les deux montants sont généralement réalisés avec de jeunes sapins (appelés darbelo en savoyard), ainsi que d'un « coussinet » réalisé en bois de hêtre. Le coussinet se situe en dessous de la partie en osier, et sert à maintenir en place l'ensemble du bénéton. La dernière partie est la partie en osier,. Elle est constituée de « palettes » (planchettes de bois) fixées sur le coussinet, et maintenues ensemble par l'osier tressé dessus. 

## Utilisation
La bénette était traditionnellement utilisée pour remonter la terre poussée vers le bas par la charrue, lors des labours dans des champs en pente,. On utilisait aussi la bénette pour divers tâches, comme transporter du bois, fumier, gravier... dans les terrains accidentés des montagnes savoyardes. 

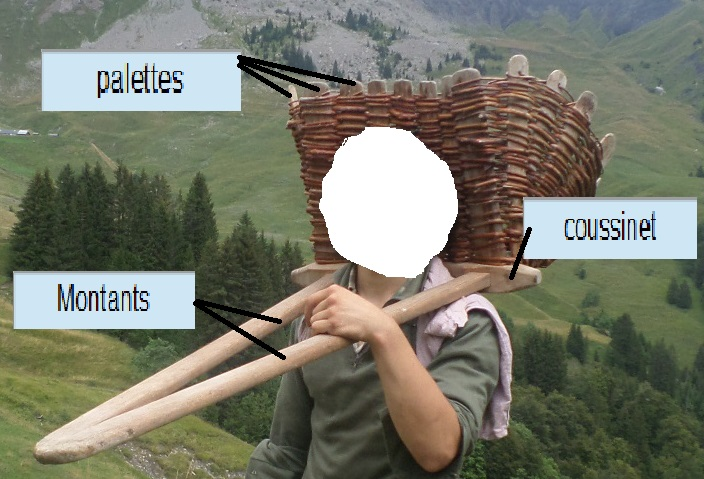
Plan d'un bénéton, casse-cou...